# Океан Ельзи: The Best Of
Океан Ельзи: The Best Of — альбом-збірка українського гурту «Океан Ельзи», випущений 6 серпня 2010 року лейблом Moon Records. У компіляції зібрані найпопулярніші пісні гурту.
Збірка містить 21 пісню.

## Музиканти

### Океан Ельзи
1. Святослав Вакарчук — вокал
2. Петро Чернявський — гітара
3. Денис Дудко — бас-гітара
4. Милош Єлич — клавішні
5. Денис Глінін — барабани

### Колишні учасники
1. Павло Гудімов — гітара
2. Юрій Хусточка — бас-гітара
3. Дмитро Шуров — клавішні

## Композиції
1. Я так хочу... (4:41)
2. Все буде добре (3:10)
3. Без бою (4:21)
4. Майже весна (4:12)
5. Вставай (2:54)
6. Той день (3:58)
7. Більше для нас (3:30)
8. Хочу напитись тобою (3:41)
9. Вище неба (3:59)
10. Для тебе (3:53)
11. 911 (3:29)
12. Коли тебе нема (3:18)
13. Онлайн (3:52)
14. Зелені очі (4:08)
15. Відчуваю (4:16)
16. Кішка (3:51)
17. Сосни (4:31)
18. Як довго (3:02)
19. Коко Шанель (3:55)
20. Там, де нас нема (3:30)
21. Не питай (2:37)